# Толкачёвка (Курская область)
Толкачёвка — село в Конышёвском районе Курской области России. Входит в состав Прилепского сельсовета.

## География
Село находится на реке Платавка (левый приток Свапы), в 56 км от российско-украинской границы, в 66,5 км к северо-западу от Курска, в 4,5 км к юго-западу от районного центра — посёлка городского типа Конышёвка, в 4 км от центра сельсовета — деревня Прилепы.
Климат
Толкачёвка, как и весь район, расположена в поясе умеренно континентального климата с тёплым летом и относительно тёплой зимой (Dfb в классификации Кёппена).
Часовой пояс
Село Толкачёвка, как и вся Курская область, находится в часовой зоне МСК (московское время). Смещение применяемого времени относительно UTC составляет +3:00.

## Население
| 2002 | 2010 |
| ---- | ---- |
| 453  | ↘346 |

## Инфраструктура
Личное подсобное хозяйство. В селе 232 дома.

## Транспорт
Толкачёвка находится в 52,5 км от автодороги федерального значения М3 «Украина» (Москва — Калуга — Брянск — граница с Украиной), в 50 км от автодороги М2 «Крым» (Москва — Тула — Орёл — Курск — Белгород — граница с Украиной, с подъездами к Туле, Орлу, Курску, Белгороду и историко-архитектурному комплексу «Одинцово»), в 39 км от автодороги А142 (Тросна — М-3 «Украина»), в 27 км от автодороги регионального значения 38К-038 (Фатеж — Дмитриев), в 3 км от автодороги 38К-005 (Конышёвка — Жигаево — 38К-038), в 0,5 км от автодороги 38К-023 (Льгов — Конышёвка), на автодорогe межмуниципального значения 38Н-438 (38К-023 — Толкачёвка — Прилепы), в 4 км от ближайшей ж/д станции Конышёвка (линия Навля — Льгов I).
В 160 км от аэропорта имени В. Г. Шухова (недалеко от Белгорода).